# Cabrejas del Pinar
Cabrejas del Pinar è un comune spagnolo di 357 abitanti situato nella comunità autonoma di Castiglia e León.